# Ley Licinia Mucia
La Lex Licinia Mucia fue una ley romana establecida en 95 a. C. por los cónsules Lucio Licinio Craso y Quinto Mucio Escévola. Su propósito era sacar a ciertos grupos de personas de la República Romana, llamados latinos o aliados itálicos, de las listas de ciudadanos, por el procesamiento de todos los ciudadanos que habían reclamado fraudulentamente la obtención de la ciudadanía romana.
Esta ley causó malestar general y fue la razón principal de la guerra Social subsiguiente.